# Calocucullia celsiae
Calocucullia celsiae là một loài bướm đêm thuộc họ Noctuidae. Nó được tìm thấy ở Balkan tới Thổ Nhĩ Kỳ, miền bắc Iraq, Armenia, Iran, Israel, Jordan và Liban.
Con trưởng thành bay từ tháng 1 đến tháng 4. Có một lứa một năm.
Ấu trùng ăn Hesperis desertorum in Bulgaria.

## Phụ loài
- Calocucullia celsiae celsiae
- Calocucullia celsiae levantina (Levant)